# Mary Katharine Goddard

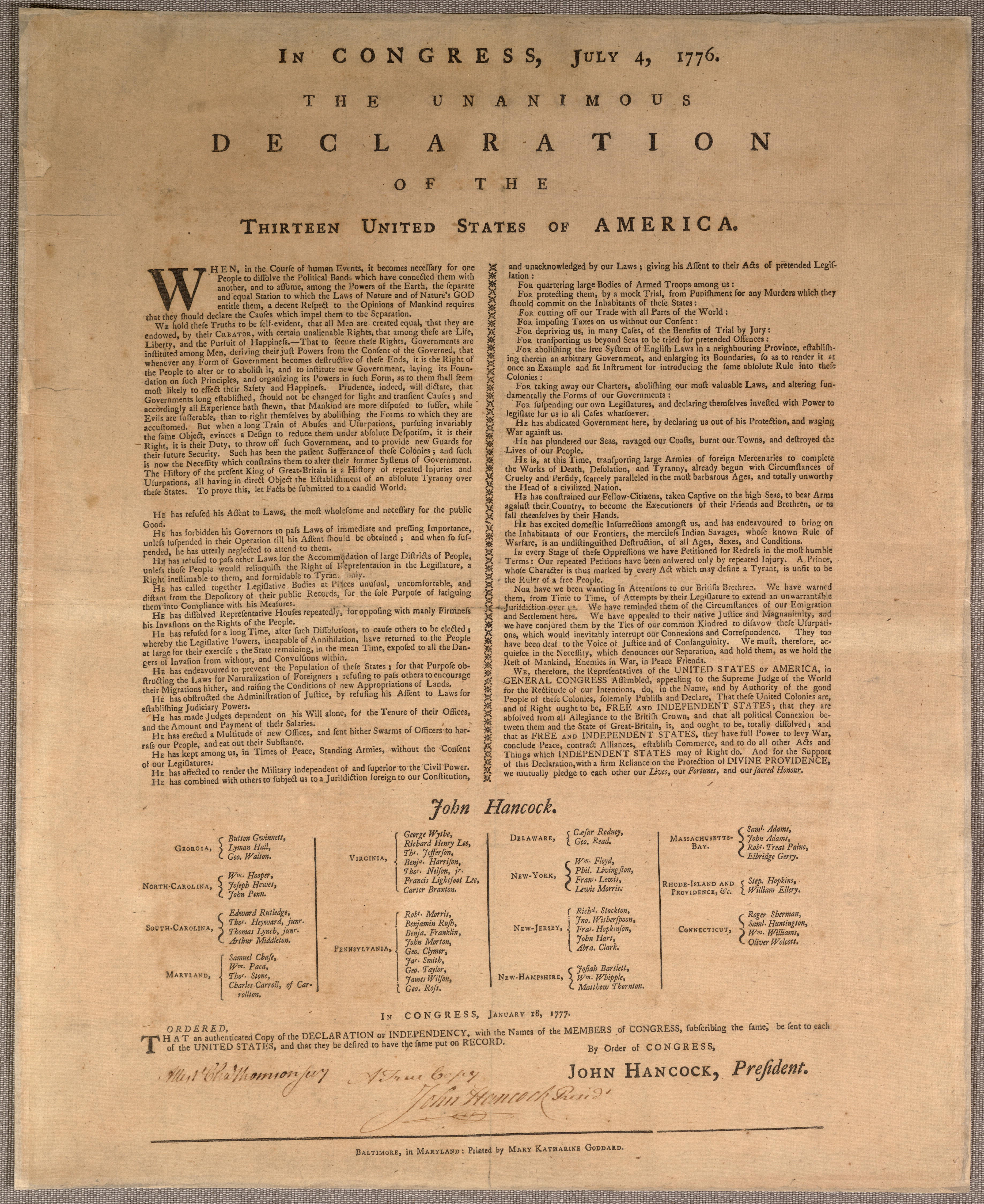
Goddard Broadside der Unabhängigkeitserklärung von 1776, Goddards Name ist unten abgedruckt. Original in der Library of Congress.

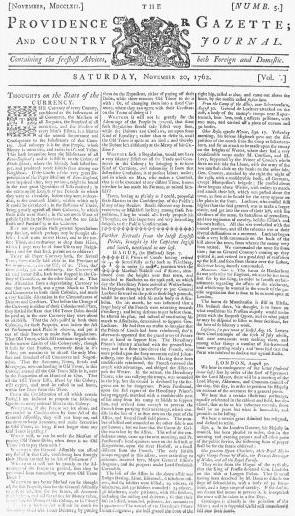
The Providence Gazette; And Country Journal; Ausgabe vom 20. November 1762, Providence, RI

Mary Katharine Goddard (* 16. Juni 1738 in Connecticut; † 12. August 1816) war eine frühe US-amerikanische Verlegerin und von 1775 bis 1789 Direktorin (Postmaster) des Baltimore Post Office, zur Zeit der Tagung des Kontinentalkongresses in Baltimore (1776–1777) praktisch das zentrale Postamt der Vereinigten Staaten. Sie gab den zweiten Druck der Unabhängigkeitserklärung der Vereinigten Staaten heraus. Ihre Ausgabe, der Goddard Broadside, wurde 1777 vom US-Kongress in Auftrag gegeben und war die erste Ausgabe, die auch die Namen der Unterzeichner enthielt.

## Leben
Mary Katharine Goddard wurde 1738 im südlichen Neuengland geboren, sie war die Tochter von Giles Goddard und Sarah Updike Goddard. Ihr Vater war der Postmaster von New London, Connecticut. Ihr jüngerer Bruder, William Goddard (1740–1817) absolvierte eine Lehre im Druckereigewerbe.
Die Mutter und die beiden Kinder gründeten zusammen eine Druckerei und gaben die Zeitung in Providence, Rhode Island, heraus, die Providence Gazette. William Goddard verließ jedoch Rhode Island, um in Philadelphia, Pennsylvania, eine Zeitung zu gründen. Außerdem war er in den Zeiten der aufkommenden Revolution mit Benjamin Franklin in der Entwicklung eines von den Briten unabhängigen Postsystems, der Constitutional Post, verbunden.
Während seiner Abwesenheit übernahm Mary Goddard 1774 die Kontrolle über das Maryland Journal, eine weitere revolutionäre Publikation, deren Herausgeber und Drucker William Goddard war. Sie setzte die Herausgabe während des gesamten Amerikanischen Revolutionskriegs fort, bis 1784 ihr Bruder sie in einem erbitterten Streit zwang, die Zeitung aufzugeben.
1775 wurde Goddard Postmaster des Postamts von Baltimore, Maryland. Sie betrieb auch einen Buchladen und gab einen Almanach heraus, in Büros, die sich um die 250 Market Street (heute East Baltimore Street, nahe South Street im District Inner Harbor) befanden. Während der Amerikanischen Revolution sprach sich Goddard vehement gegen den Stamp Act aus, da sie erkannte, dass es die Druckkosten erhöhen würde.
Als der Zweite Kontinentalkongress am 18. Januar 1777 die weite Verbreitung der Unabhängigkeitserklärung beantragte, war Goddard eine der ersten, die die Nutzung ihrer Presse anbot. Dies geschah trotz des Risikos, mit einem von den Briten als verräterisch angesehenen Dokument in Verbindung gebracht zu werden. Im Gegenteil druckte sie ihren Namen prominent auf die Ausgabe. Ihr Exemplar, das Goddard Broadside, war das zweite gedruckte und das erste, das die in Typen gesetzten Namen der Unterzeichner enthielt. Auch die prominente Position der Unterschrift des erstunterzeichnenden John Hancock wurde übernommen.
Goddard war 14 Jahre lang, von 1775 bis 1789 Postmaster. Im Jahr 1789 wurde sie jedoch von United States Postmaster General Samuel Osgood trotz allgemeiner Proteste aus der Gemeinde von Baltimore von dieser Position entfernt. Osgood behauptete, die Position erfordere „mehr Reisen […] als eine Frau unternehmen könnte“ und ernannte einen politischen Verbündeten. Goddard beteiligte sich im Allgemeinen nicht an öffentlichen Kontroversen und zog es vor, redaktionelle Objektivität zu wahren; daher enthalten nur wenige Artikel ihre persönlichen Meinungen, und ihre Verteidigung wurde nicht öffentlich vorgebracht. Am 12. November 1789 überreichten über 230 Bürger von Baltimore, darunter mehr als 200 führende Geschäftsleute, eine Petition, in der ihre Wiedereinstellung gefordert wurde, die jedoch erfolglos blieb.
Goddard blieb auch nach ihrer Entlassung als Postmeisterin in Baltimore. Sie führte bis 1809 oder 1810 eine Buchhandlung weiter, die zuvor eine Ergänzung zu ihrem Druckereigeschäft gewesen war, und verkaufte Bücher, Schreibwaren und Dry goods. Goddard starb am 12. August 1816 und wurde auf dem Friedhof der St. Paul’s Parish begraben.

## Nachleben
Viele Jahre lang wurde ein Porträt, das inzwischen als Schauspielerin Anne Brunton Merry (1769–1808) identifiziert wurde, deren Bild aus irgendeinem Grund in ein von Goddard herausgegebenes Buch eingeklebt wurde, für ein Porträt von Mary Katharine Goddard gehalten. Daher gibt es kein bekanntes Bild ihrer Person.
Judy Chicago widmete ihr eine Inschrift auf den dreieckigen Bodenfliesen des Heritage Floor ihrer 1974 bis 1979 entstandenen Installation The Dinner Party. Die mit dem Namen Mary Goddard beschrifteten Porzellanfliesen sind dem Platz mit dem Gedeck für Anne Hutchinson zugeordnet.
1998 wurde Goddard in die Maryland Women’s Hall of Fame aufgenommen.